# Arturo Sánchez Gutiérrez
Arturo Sánchez Gutiérrez (Ciudad de México, 2 de febrero de 1956) es un sociólogo mexicano, consejero del Instituto Nacional Electoral de 2014 a 2017.
Es licenciado en Sociología por la Universidad Autónoma Metropolitana Unidad Azcapotzalco, tiene estudios de maestría en Ciencia Política por la Universidad de Oxford y es candidato a doctor por la misma Universidad. Ha sido profesor investigador de la UAM, la UNAM, la FLACSO y la UCLA. Ha sido articulistas de los periódicos Reforma y El Financiero. 
Actualmente imparte cátedra en el Instituto Tecnológico Autónomo de México y en marzo de 2014 fue nombrado por el Congreso mexicano para incorporarse al recién creado INE como Consejero Electoral por un periodo de 3 años.
Fue en el IFE Director de Prerrogativas y Partidos Políticos antes de ser Consejero Electoral y como consejero ocupa el cargo de Presidente de la Comisión de Radiodifusió. Como Consejero Electoral, está implicado directamente en cables filtrados por "WikiLeaks", en eventos que contravienen gravemente la imparcialidad que debiera tener dicho Instituto Electoral, mostrando un ejercicio por demás faccioso que demerita gravemente los principios democráticos y la soberanía nacional.
Desde mayo del 2017, es Decano de la Escuela de Gobierno y Transformación Pública del Tecnológico de Monterrey, la escuela de graduados de la institución.